# Chorus
Chorus är en effekt inom ljudtekniken där flera identiska ljudsignaler med olika tidsförskjutningar och upp och nedgående tonhöjder skapar choruseffekten. Resultatet kan möjligen låta som att flera instrument eller röster spelas då det i själva verket endast är en. Stereo chorus är samma effekt men med effektskillnader i respektive ljudkanal.
Chorus som effekt är ganska lik flanger i sin uppbyggnad, men flanger använder endast en identisk ljudsignal vilket skapar en svepeffekt.